# Фразировка
Фразиро́вка — средство музыкальной выразительности, представляющее собой художественно-смысловое выделение музыкальных фраз в процессе исполнения путём разграничения периодов, предложений, фраз, мотивов с целью выявления содержания, логики музыкальной мысли. Выполняется при помощи цезур и фразировочных лиг, а также оттенков музыкальной динамики. Основы учения о фразировке заложил французский композитор и теоретик музыки Жером Жозеф де Моминьи; позднее оно было развито Матисом Люсси и Хуго Риманом.
Также под фразировкой понимают характер, манеру игры или пения какого-либо исполнителя. Правильная фразировка — одно из важнейших умений музыканта. Неотъемлемой частью искусства правильной фразировки является верное употребление музыкальных штрихов — легато, стаккато и др.
В неакадемической музыке (например, в рок-музыке) фразировка является основным выразительным средством исполнителя. Так, в гитарном соло, во фразировку включаются различные технические приемы, характерные именно для рок-гитары — бенд (подтяжка струны), тэппинг, искусственные флажолеты, палм-мьют (глушение струн), слайд (скольжение по струне) и другие гитарные приемы и трюки.
Однако важнейшую роль во фразировке для рок-исполнителя (гитариста) играет ритмическая составляющая фразы. Именно ритм, в первую очередь, придает осмысленность музыкальному высказыванию. Стиль того или иного рок-гитариста определяется его приверженностью к тем или иным характерным для него ритмическим структурам. Цезуры, делящие мелодию соло на фразы, нужны для облегчения восприятия слушателями музыкального контекста.
Обучение фразировке для рок-гитаристов, чаще всего не имеющих классического музыкального образования, сводится к прослушиванию записей других гитаристов и копированию фраз, а также интуитивно-ассоциативным путём — по аналогии с речью и пением.